# Anartioschiza tshuapensis
Anartioschiza tshuapensis är en skalbaggsart som beskrevs av Decelle 1975. Anartioschiza tshuapensis ingår i släktet Anartioschiza och familjen Melolonthidae. Inga underarter finns listade i Catalogue of Life.